# Tandformel
Tandformel är en metod för att beskriva en individs tanduppsättning. Till höger visas ett exempel på tandformeln för igelkottar.
I formeln visas antalet av framtänder (I=incisivus), hörntänder (C=caninus), premolarer (P) och molarer (M). Antalet visas för varje sida av över- och underkäken.